# Opština Kavadarci
Kavadarci (makedonsky Кавадарци) je opština (okres) ve Vardarském regionu v Severní Makedonii. Kavadarci je také název vesnice, která je centrem opštiny.

## Geografie
Opština sousedí s:
- opštinou Prilep na západě
- opštinou Čaška a Rosoman na severu
- opštinou Negotino na severovýchodě
- opštinou Demir Kapija a Gevgelija na východě
- se státem Řecko na jihu

## Demografie
Podle posledního sčítání lidu z roku 2021 žije v opštině 35 733 obyvatel. Etnické skupiny jsou:
- Makedonci = 32 012 (89,59 %)
- Romové = 729 (2,04 %)
- Turci = 134 (0,38 %)
- ostatní = 2645 (7,4 %)